# Erik Almqvist (politiker)
Erik Anders Almqvist, född 24 maj 1982 i Engelbrekts församling i Stockholm, är en svensk politiker (tidigare sverigedemokrat). Han var ordinarie riksdagsledamot för Sverigedemokraterna 2010–2013, invald för Västra Götalands läns norra valkrets.

## Biografi
Erik Almqvist föddes på Östermalm i Stockholm där han också växte upp. I grundskolan gick han i Engelbrektsskolan och i gymnasiet först i Östra Reals gymnasium och sedan i Viktor Rydberg gymnasium i samma stad. Han gick även en termin på Internationella skolan i Bryssel.
Han har tidigare arbetat som egenföretagare inom IT samt varit försäkringsmäklare och försäljare. Almqvist flyttade till Lund 2006 för att studera till en pol.mag.-examen men började istället arbeta heltid för Sverigedemokraterna.
Almqvist flyttade 2013 till Budapest. Almqvist uppgav att anledningen till flytten var Ungerns "frihetliga socialkonservatism och nationalism" och frånvaron av "den svenska fåran av genus och mångkulturalism".
I juli 2020 reste Almqvist till Ryssland för att vara valobservatör i folkomröstningen om förändringar av den ryska grundlagen. Förändringarna har bland annat kritiserats för att de möjliggör för president Vladimir Putin att bli omvald som president i ytterligare två mandatperioder. I ryska medier presenterades Almqvist som "svensk valexpert".
Sedan oktober 2019 är han chefredaktör för mediekanalen Exakt24.

## Politisk karriär
Almqvist gick med i Sverigedemokraterna 2004, efter att dessförinnan ha varit medlem i Liberala ungdomsförbundet 1998–2004. Han var även eventuellt medlem i Ung Vänster som 14-åring, men han har i en intervju uppgett att det är oklart huruvida han formellt någonsin var medlem i Ung Vänster.
I valet 2006 blev Almqvist invald i kommunfullmäktige i Lunds kommun, där han också blev Sverigedemokraternas gruppledare. Han arbetade från årsskiftet 2006/2007 som politisk sekreterare för partiet i Region Skåne.
År 2007–2010 var Almqvist förbundsordförande i Sverigedemokratisk Ungdom. Under de åren ökade förbundet sitt medlemsantal och aktivitet kraftigt som en följd av en mer aktivistisk inriktning som påbörjades hösten 2008 då man genomförde en torgmötesturné mot "svenskfientlighet", under vilken Almqvist talade och menade att det finns en strukturell fientlighet mot svenskar som förtigs av "etablissemanget". Kampanjen möttes av omfattande och våldsamma motdemonstrationer.
Almqvist uppmärksammades i april 2009 för ett videoklipp från en konferensresa med ungdomsförbundet, där han tillsammans med William Petzäll, då vice ordförande i ungdomsförbundet, sjöng och lyssnade till sånger från vit makt-band.

### Riksdagsledamot
Almqvist var riksdagsledamot 2010–2013. I riksdagen var han ledamot i socialförsäkringsutskottet 2010–2012, finansutskottet 2012 och Nordiska rådets svenska delegation 2010–2012. Han var även suppleant i arbetsmarknadsutskottet och socialförsäkringsutskottet.
Almqvist ersatte den 17 januari 2012 Johnny Skalin som ekonomisk-politisk talesman då denne fått intern kritik för att han varit en för svag debattör.
Almqvist avsade sig uppdraget som riksdagsledamot i februari 2013 och till ny ordinarie riksdagsledamot från och med 21 februari 2013 utsågs Anna Hagwall.

### Järnrörsskandalen
I början av juni 2010 var Almqvist inblandad i "järnrörsskandalen", ett bråk med komikern Soran Ismail, där tumult uppstod. I november 2012 följde tidningen Expressen upp bråket med Ismail, och kunde visa filmklipp från händelsen, där Almqvist bland annat nämnt att Ismail "beter sig som en babbe" och att han argumenterar "som en liten fitta". Han kallade även en ung kvinna för "liten hora". Filmklippen visar även hur Kent Ekeroth knuffar en ung kvinna in i sidan på en bil och hur männen senare beväpnar sig med aluminiumrör. Innan Expressen gick ut med videofilmerna nekade Erik Almqvist i en intervju till att han varit inblandad i händelsen eller att han använt orden "babbe" och "hora". Istället hävdade han att Soran Ismail ljugit om händelsen. Till sitt försvar har SD och Erik Almqvist tagit upp att Ismail innan hade kallat dem bland annat "riksmongon" och att mannen de bråkade med uppgav sig tillhöra ett kriminellt gäng, enligt uppgift Original Gangsters. SD har också kritiserat att Expressen "klippt och klistrat" och inte vill visa allt filmat material, något som tidningen senare gjorde.
Affären ledde till att Almqvist den 14 november 2012 lämnade sitt uppdrag som ekonomisk-politisk talesman för partiet samt sin plats i verkställande utskottet och i partistyrelsen. Den 30 december 2012 meddelade Almqvist att han även lämnade sin riksdagsplats och avsade sig sitt medlemskap i partiet. Avsägelsen från riksdagen verkställdes någon vecka senare än vad SD först uppgav.